# 提灯屋
提灯屋（ちょうちんや）は古典落語の演目の一つ。元々は上方落語の演目で、3代目三遊亭圓馬から4代目柳家小さんに伝わり、東京へと移植された。
現在は三遊亭小遊三の十八番となっている。

## あらすじ
夏の暑い盛り。
例によって町内の若い衆がより集まり、暑気払いに一杯やろうと相談がまとまる。と、そこへ八五郎がチラシを持ってやってきた。
何でも、さっき道を歩いていたチンドン屋にもらったんだとか。
「もしかしたら、食い物屋の広告かも」と考えた一人の江戸っ子が、広告の中身を読んで聞かせようとするが…。
この男、字が読めなかった。
「トンカツじゃないし、洋食でもないな。『マル』…上方でスッポンのことをこう呼ぶんだと。『カシワ』…こいつは鶏肉のことだ。これでもないし…」
仕方がないので、広告を回して読める奴に読んでもらおうとするも、どいつもこいつも文字の読めない奴ばかり。
『昔は手書きでな、上が赤く染めてあって、『天紅』などと呼ばれていたんだ。それが今では活版印刷といって、字が大きくて見やすい』などと、広告の講釈をするので、いざ読ませてみると全然だめだったり、『匂いで文字を当てる』と豪語する奴に広告を渡すと
「ウーン…印刷屋だ」
「馬鹿野郎！！」
大もめにもめていると、うまい具合に米屋の隠居が通りかかった。早速呼び込んで、例のチラシを見せてみると
「私の若い時分は手書きでな、上が赤く染めてあって、『天紅』などと呼ばれていたんだ。それが今では活版印刷といって」とどこかで聞いたような話。
「次へ回しますか？」
「何だ？」
「あ、いいや…」
「えーと。【ご町内において、提灯屋を開業つかまつり候。なお、開店三日間、ご祝儀といたしまして、お買い上げの提灯には紋所、即座にて書き入れ申し候】。提灯屋だな、この広告は」
「提灯屋！？ おい、いったい何を飲むんだよ…。油か？」
「まてまて、まだ続きがあるぞ。【もし、ご注文の紋書けざる節には、お買い上げの提灯、無料にてお持ち帰り願いいたします】
「何！？ 書けない紋があったら、提灯を一個無料で進呈するって!! 生意気な…」
挑戦的な文句が逆鱗に触れた江戸っ子連中。中でも反骨精神のたくましい数名が、提灯屋に天誅を加えるべく飛び出していった。

### 一人目
「おい、この広告出したのお前か？」
「え？ はいはい、当方でございます」
「そうか。ま、広告回しておいて、後でとぼけるような奴もいるからな。確認しただけだ。気を悪くするなよ」
「へぇへぇ。そうですか。で、ご注文は…」
「その前に訊くがな、この『もし、ご注文の紋書けざる節には、お買い上げの提灯、無料にてお持ち帰り願いいたします』って言うくだり…本当か？」
「え？ アァ、事実でございますが」
「じゃあ、お前の後ろにある提灯…あれをくれ」
「後ろ…あぁ、ぶら提灯ですね。では、家紋を入れますので紋帳を取って…」
「必要ないよ。口で言うからさ」
「そうですか。では、どうぞ」
「『大蛇を鍾馗様が寸胴切りにした』…という紋だ」
「え？ 何ですか？」
「分からない。あ、そう…。大蛇はウワバミって言うだろ？ そいつが真っ二つになったら、《ウワ》《バミ》って言うものになる。その片方だから片バミだ。で、鍾馗様は剣を持っていて、その剣でウワバミを斬ったから【剣片喰】。提灯もらうぞ！！」

### 二人目
「えーと、提灯をくれ！」
「また来た…。何をご入用ですか？」
「そうねぇ…。じゃあ『床屋の看板が、お湯に入って「熱い!!」』なんて紋でどうだ？」
「は？」
「分からねぇのか？ 分からなかったら提灯もらうぞ？」
「と、言われましても…」
「分からない。シカと了解した！ よく聞け、床屋の看板はねじれているだろ、そいつが湯に入って『熱い！！』。だから埋めろ…。答えは【捻じ梅】だ。じゃあな、あばよ!!」

### パニックの果てに
こんな具合に、若い衆が提灯を何個もただでもらっていることを知り、気の毒になった米屋の隠居が提灯屋にやってくる。
「ここだな。広告を回したのは…。さっきまで若い衆がぞろぞろと押しかけていたようだが、すまなかったな」
「この野郎…。てめぇか、あいつらの親玉は…」
「何を言ってるんだ。高張をくれ」
「高張！！ 一番高い奴だぞ！！」
「紋は【円に柏】」
「マルにカシワ…？ スッポンと鶏か！？」

## 提灯と江戸っ子
広告の文字は読めないのに、『悪巧み』となると途端に頭の回りだす江戸っ子たち…。
そんな彼らの、手を変え品を変えての提灯奪取計画がこの噺の主眼。
提灯や家紋が珍しいものとなった現代でも、この噺が続いているのもこの主眼が実に面白く、また噺の構成や趣向かしっかりしている事が理由だと言えるだろう。
江戸っ子たちの《家紋クイズ》には『竜胆くずし』や『くくり猿』を当てさせるものもあり、江戸っ子たちの頭脳戦をじっくりと堪能することができる。

## 落ちに関して
『円に柏』という単純な家紋を、パニックになった提灯屋が「スッポンと鶏」というクイズだと思い込んでしまうのがこの噺の落ち。
この落ちに使われる『マル（スッポン）』と『カシワ（鶏）』は、本来上方で使われている呼び方であり、関東の人間にはあまりなじみがない呼び方だ。そのため、関東でこの噺をやる場合、演者は噺のどこかでこの落ちに関する伏線を張っておく必要が出てきてしまう。
今回のあらすじは小遊三師の高座を参考にしているが、彼の場合は上記のとおり会話の中できちんと説明している。